# Хамелеон леопардовий
Хамелеон леопардовий (Furcifer pardalis) — представник роду Furcifer з родини хамелеонів.

## Опис
Загальна довжина сягає 52 см. Спостерігається статевий диморфізм — самці більші від самок. З обох боків мають овальні плями різної форми. Молоді хамелеони забарвлені у сірі кольори, але досягаючи статевої зрілості вони стають значно яскравіше забарвлені. Леопардовий хамелеон набуває всіляких відтінків зеленого, цегляно-червоного і бірюзового кольорів. Самці яскравіші за самок. Голова широка, спинний гребінь складається з великих щільно стоячих шипів, який поступово зменшуються на хвості.

## Спосіб життя
Полюбляє прибережні місцини із теплим і вологим кліматом. Часто зустрічаються поблизу людських поселень, на межі сільськогосподарських угідь на деревах і чагарниках.
Це яйцекладна ящірка. Статева зрілість настає за 9 місяців. Через місяць-півтора після парування самка викопує ямку в землі та відкладає туди від 12 до 46 яєць. Через декілька тижнів вона знову готова до парування. А вже через 7—9 місяців з'являються молоді хамелеони.
Тривалість життя 1 — 2 роки, у неволі — до 4.

## Розповсюдження
Проживає на півночі й сході острова Мадагаскар, зустрічається на ближніх островах Носі-Бе, Святої Марії та Носі Мангабен.